# Zubów
Zubów (ukr. Зубів, Zubiw) – wieś na Ukrainie w rejonie tarnopolskim należącym do obwodu tarnopolskiego.
Do 2020 w rejonie trembowelskim.